# Горгова (Тулћа)
Горгова (рум. Gorgova) насеље је у Румунији у округу Тулћа у општини Малиук. Oпштина се налази на надморској висини од 2 m.

## Становништво
Према подацима из 2002. године у насељу је живело 147 становника.

### Попис2002.
| Расподела становништва по националности 2002.‍ | Расподела становништва по националности 2002.‍ | Расподела становништва по националности 2002.‍ | Расподела становништва по националности 2002.‍ | Расподела становништва по националности 2002.‍ |
| --------------------------------------------- | --------------------------------------------- | --------------------------------------------- | --------------------------------------------- | --------------------------------------------- |
|                                               |                                               |                                               |                                               |                                               |
| Румуни                                        | Румуни                                        |                                               | 116                                           | 80,6%                                         |
| Руси                                          | Руси                                          |                                               | 28                                            | 19,4%                                         |